# ديليا دومينغيز
ديليا دومينغيز (بالإسبانية: Delia Domínguez)‏ (11 أغسطس 1931، أوسورنو في تشيلي)؛ كاتِبة وشاعرة تشيلية.